# Balloy
Balloy ist eine französische Gemeinde mit 351 Einwohnern (Stand 1. Januar 2022) im Département Seine-et-Marne in der Region Île-de-France. Sie gehört zum Arrondissement Provins und zum Kanton Provins. Die Einwohner nennen sich Balloyeux.

## Geographie
Umgeben wird Balloy von den sechs Nachbargemeinden:
| Châtenay-sur-Seine | Égligny                                     | Vimpelles         |
| Gravon             | Kompassrose, die auf Nachbargemeinden zeigt | Bazoches-lès-Bray |
|                    | Vinneuf                                     |                   |

## Geschichte
Das Gebiet von Balloy ist seit dem Neolithikum besiedelt, Ausgrabungen bezeugen dies. Im Jahr 1958 wurde eine gallo-römische Begräbnisstätte entdeckt.
Balloy wird im 12. Jahrhundert erstmals urkundlich überliefert. Der erste bekannte Grundherr ist 1203 Gilles de Balloy, dessen Familie bis zum 15. Jahrhundert die Herrschaft innehatte.

## Bevölkerungsentwicklung
| Jahr      | 1962 | 1968 | 1975 | 1982 | 1990 | 1999 | 2007 | 2021 |
| Einwohner | 246  | 197  | 194  | 223  | 298  | 356  | 337  | 343  |

## Sehenswürdigkeiten

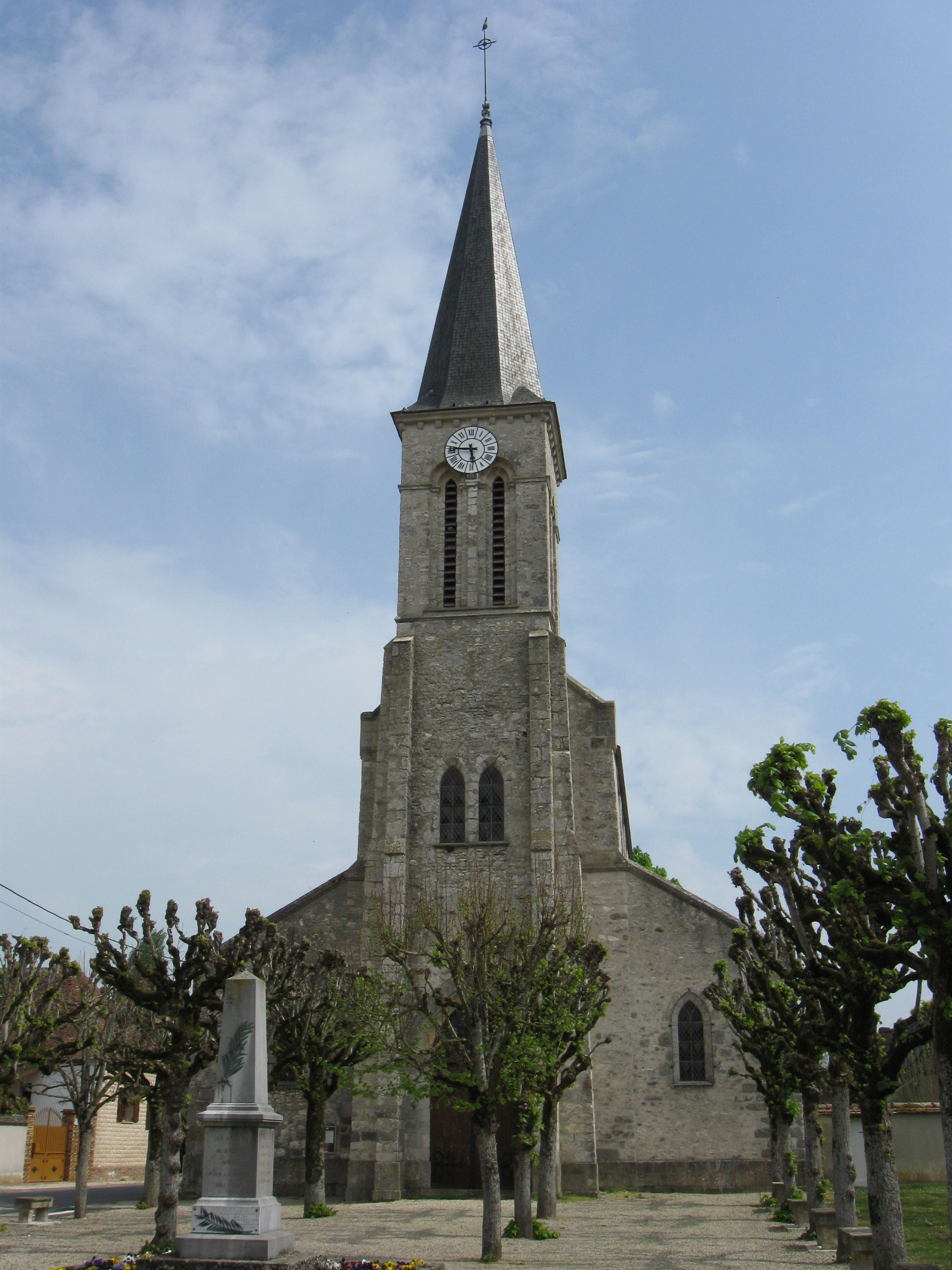
Kirche Saint-Héracle

- L'enceinte des Réaudins und La nécropole de Balloy, Ausgrabungsstätten der neolithischen Cerny-Kultur
- Kirche Saint-Héracle, erbaut 1863